# Gnadenkirche (Berlin-Mitte)

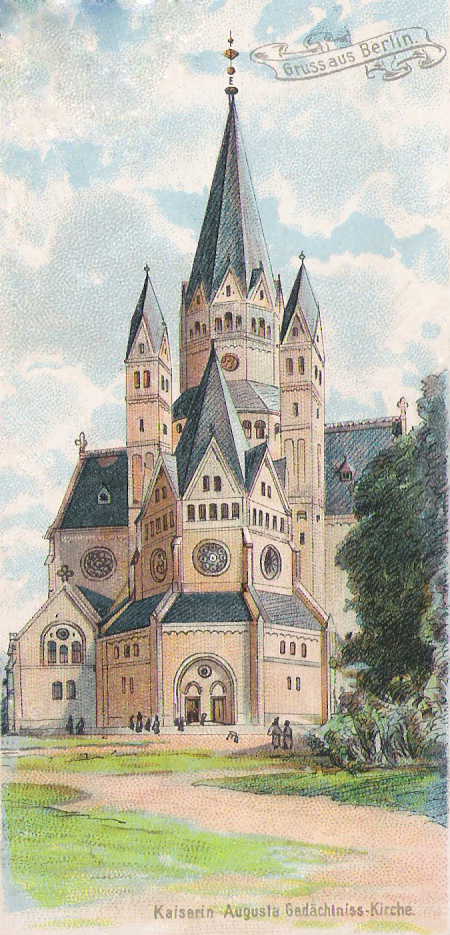
Gnadenkirche in der Invalidenstraße, Ansichtskarte von 1901

Die Gnadenkirche war eine evangelische Kirche im Invalidenpark im Berliner Ortsteil Mitte. Wegen des Herkommens der Gemeinde vom Invalidenhaus und auch der gelegentlichen Nutzung der Kirche im Zusammenhang mit dem Invalidenfriedhof hieß sie umgangssprachlich auch Invalidenkirche.

## Geschichte der Gnadenkirche

### Entstehung
Zum Militärpfarramt des Invalidenhauses hatte neben der Militärgemeinde seit dem Ende des 18. Jahrhunderts eine Zivilgemeinde gehört. Die Zivilgemeinde der territorial umfangreichen Pfarrei wuchs im 19. Jahrhundert auf 25.000 Mitglieder an, trotz der Abgabe der Gemeindemitglieder, die östlich der Chausseestraße wohnten, an die Sophiengemeinde und der Bildung der Dankeskirchengemeinde am Wedding. Der Zivilgemeinde stand lediglich die Kapelle des Invalidenhauses zur Verfügung. Im Jahr 1866 hatte sie sich verselbständigt und sollte die lang ersehnte eigene Kirche bekommen. Der katholischen Zivilgemeinde gelang dies etwas eher mit dem Bau der Pfarrkirche St. Sebastian.
Der Erbauung der Gnadenkirche war im Mai 1890 die Gründung des Evangelischen Kirchenbauvereins unter dem Patronat der Kaiserin Auguste Viktoria vorangegangen. Der Kirchenbauverein hatte sich „die Bekämpfung der religiös-sittlichen Notstände in Berlin und anderen Städten in den Industriegebieten“ durch Unterstützung von Kirchenbauvorhaben zur Aufgabe gemacht, um dem wachsenden Einfluss der Sozialdemokratie in der Arbeiterschaft entgegenzuwirken. In diesem Sinn erfuhr das Vorhaben von namhafter Stelle finanzielle Förderung und Hilfe bei der Beseitigung bürokratischer Hindernisse.

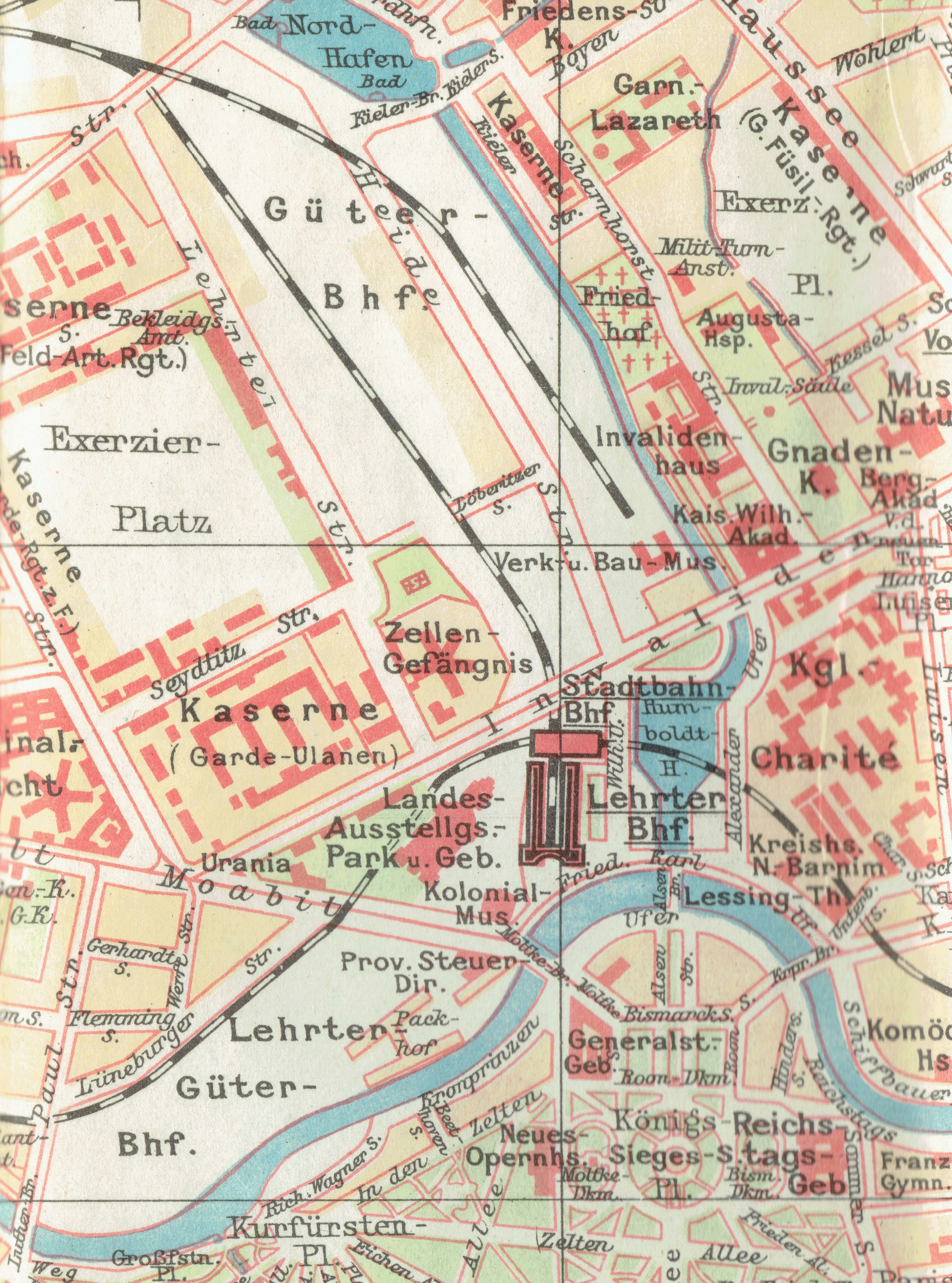
Kartenausschnitt in Berlin-Mitte, 1915

Nach Beilegung einer Auseinandersetzung mit der Stadt Berlin um die Kosten und dem Militärfiskus um das Grundstück für die Kirche konnte am 11. Juni 1890 der Grundstein gelegt werden. Der Name Gnadenkirche erklärt sich aus der kostenlosen Überlassung des Baugrundstücks im Invalidenpark durch das Deutsche Reich an den Staat Preußen und ein „Gnadengeschenk“ des Kaiserhauses von 300.000 Mark. Sie erhielt den Namen am 23. Mai 1890. Der Bau selbst war der Erinnerung an die kurz zuvor verstorbenen Kaiserin Augusta gewidmet und wurde daher auch Kaiserin-Augusta-Gedächtniskirche genannt. Eingeweiht wurde die Gnadenkirche am 22. März 1895 in Anwesenheit des Kaiserpaares, des Großherzogs und der Großherzogin von Baden sowie mehrerer Prinzessinnen und Prinzen.

### Bis zum Zweiten Weltkrieg
Erbaut hatte die Kirche der Architekt Max Spitta im frühromanischen Stil. Spitta hatte sich an den Vorbildern der staufischen Romanik, der im 13. Jahrhundert erbauten Kirche St. Peter in Sinzig und dem Limburger Dom orientiert. Die Glasfenster entwarf und produzierte der Frankfurter Glasmaler Alexander Linnemann. Die Mosaiken wurden von der Deutschen Glasmosaik-Anstalt von Wiegmann, Puhl & Wagner gefertigt. Ein Fragment, der Kopf eines Römers, konnte restauriert werden; es befindet sich im Archiv der Evangelischen Kirchengemeinde am Weinberg.
Die Kirche hatte 1550 Plätze, davon 950 feste Plätze im unteren Schiff, 490 auf den Emporen und 110 in den oberen Seitengängen um den Altarraum. Vor der königlichen Loge stand eine in Holz geschnitzte Figur eines Knappen, der den Hohenzollern-Schild trug, geschaffen und gestiftet von Holzbildhauer Gustav Kuntzsch, Wernigerode. Der Turm war etwa 69 Meter hoch.
Die Baukosten beliefen sich auf rund 800.000 Mark (kaufkraftbereinigt in heutiger Währung: rund 6,57 Millionen Euro) und die Kosten für die Inneneinrichtung auf rund 200.000 Mark. Diese Summe wurde folgendermaßen aufgebracht: Neben dem Gnadengeschenk schenkten der Großherzog und die Großherzogin von Baden, der Großherzog von Weimar und der Fürst von Hohenzollern zusammen 200.000 Mark; die vereinigten Kreissynoden 100.000 Mark. Von einzelnen Kirchen, Sammlungen der Evangelischen Berlins, aus den Provinzen, besonders aus der Rheinprovinz wurden 345.000 Mark gespendet. Den Rest der Kosten brachte die Gnadenkirchen-Gemeinde selbst ein.

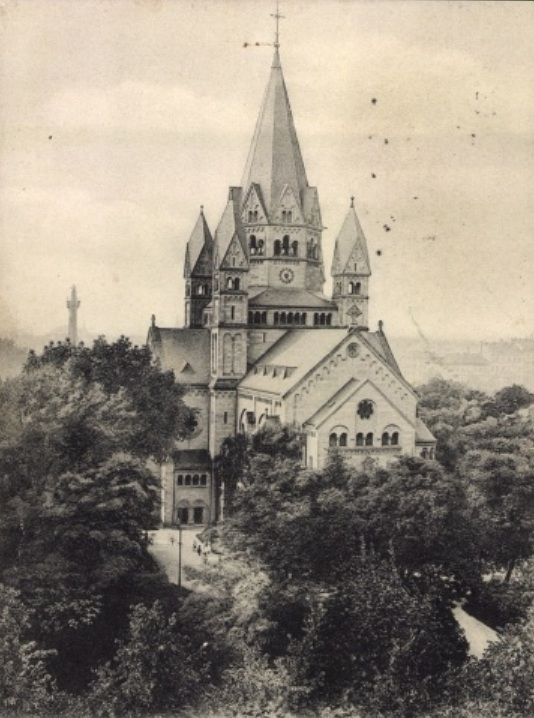
Gnadenkirche im Invalidenpark

Die Gnadenkirche diente auch als Ort der Feiern bei Beerdigungen auf dem nahen Invalidenfriedhof, die mitunter, wie bei Manfred von Richthofen oder dem Admiral Ludwig von Schröder, Staatsbegräbnisse waren. In der Zeit des Nationalsozialismus gehörten die Pfarrer den Deutschen Christen an; einer begann seine Gottesdienste stets mit dem feierlichen Hereintragen der Hakenkreuzfahne in die Kirche. Im Zweiten Weltkrieg traf eine Bombe den Vierungsturm so unglücklich, dass Trümmer und die große Glocke in das Kirchenschiff stürzten. Gottesdienste konnten nicht länger stattfinden.

### Vom Zweiten Weltkrieg bis 1967
Die Kirche nutzten zunächst Ausgebombte und andere Obdachlose als Notunterkunft. In der Nachkriegszeit raubten Plünderer die Inneneinrichtung der offen gelassenen Kirche und bauten wertvolle Materialien aus, darunter die Bleiglasfenster. Zu einer Reparatur durch die Gemeinde kam es nicht und die Ost-Berliner Behörden unternahmen nichts, um den beginnenden Verfall aufzuhalten. Nachdem Buntmetalldiebe gegen Ende der 1940er Jahre auch die Kupferdächer der Kirche abgedeckt hatten, verfiel ihr Mauerwerk, das nun der Witterung ungeschützt preisgegeben war. Die Ruine der Gnadenkirche wurde 1967 gesprengt. Die Gnadengemeinde gehört heute zur Evangelischen Kirchengemeinde am Weinberg (bis 31. Dezember 2013: Evangelische Kirchengemeinde Sophien) im Kirchenkreis Berlin Stadtmitte.

## Geläut

### Überblick
Die drei Glocken der Gnadenkirche hatte der Bochumer Verein im innovativen Gussstahlverfahren hergestellt. Sie galten wegen ihres ungewöhnlich klaren Klanges als Sensation. Das Geläut wurde in der runden Glockenstube aufgehängt, deren Durchmesser 8,70 m betrug. Die Aufhängung/Bedienung erfolgte über ein Antifriktionslager und mittels Seilrädern. Die Kosten für die Herstellung der Glocken und des Zubehörs betrugen insgesamt 7594 Mark. Alle drei tragen in der Schulter den Namen der Gießerei: Bochumer Verein für Bergbau- und Gusstahlfabrikation Bochum.
| Nr. | Bezeichnung     | Unterer Durchmesser (mm) | Höhe (mm) | Gewicht (kg) | Schlagton | Inschrift | Bild |
| --- | --------------- | ------------------------ | --------- | ------------ | --------- | --- | ---- |
| 1   | Kleine Glocke   | 1385                     | 1225      | 1090         | ?         | unbekannt |      |
| 2   | Mittlere Glocke | 1570                     | 1380      | 1590         | ?         | Vorderseite: Auguste Victoria Kaiserin und Königin / [das Wappen der Kaiserin] / „Römer XII.12. Seid wachsam in Hoffnung geduldig / in Trübsal, haltet an am Gebet“. / Fulgura Frango, PS.93.4 Rückseite: Der Gnadenkirche in Berlin gewidmet im Jahre des Herrn 1894. |      |
| 3   | Große Glocke    | 1885                     | 1655      | 2640         | ?         | unbekannt |      |

### Auguste-Viktoria-Glocke

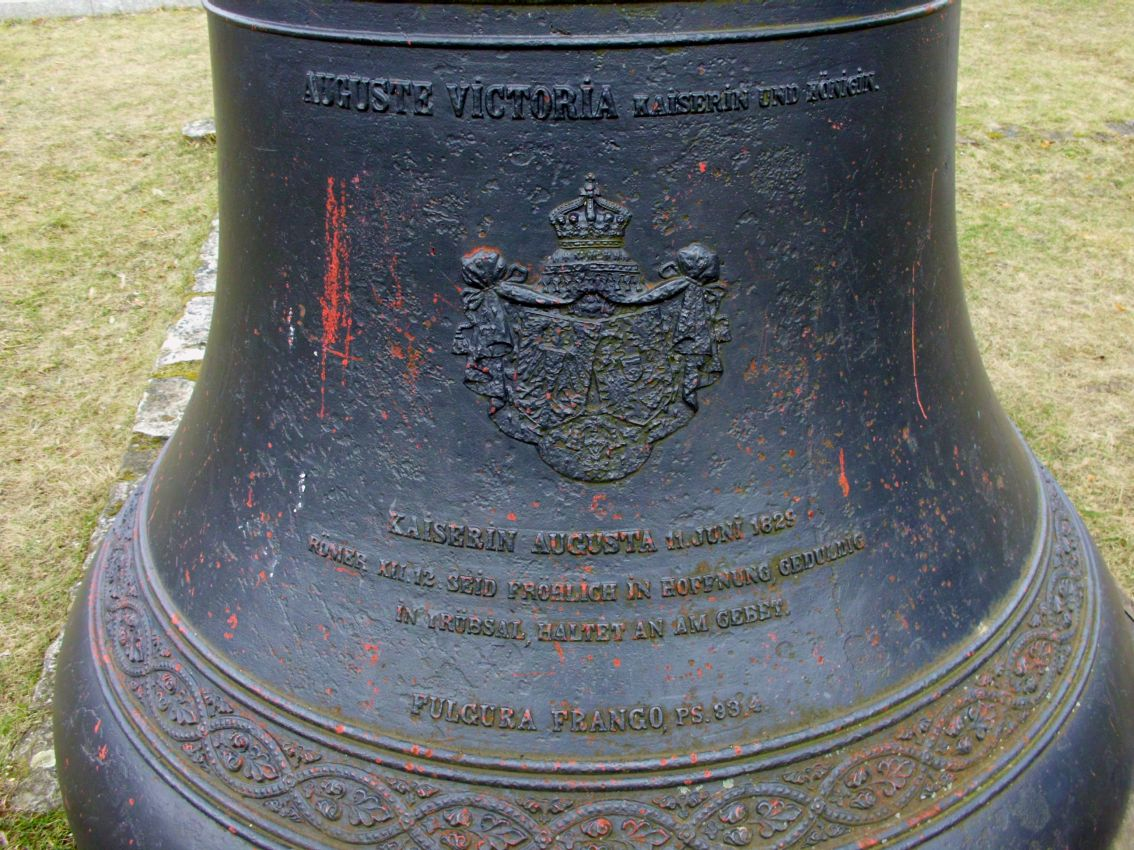
Auguste-Viktoria-Glocke, Detail, Zustand 2013

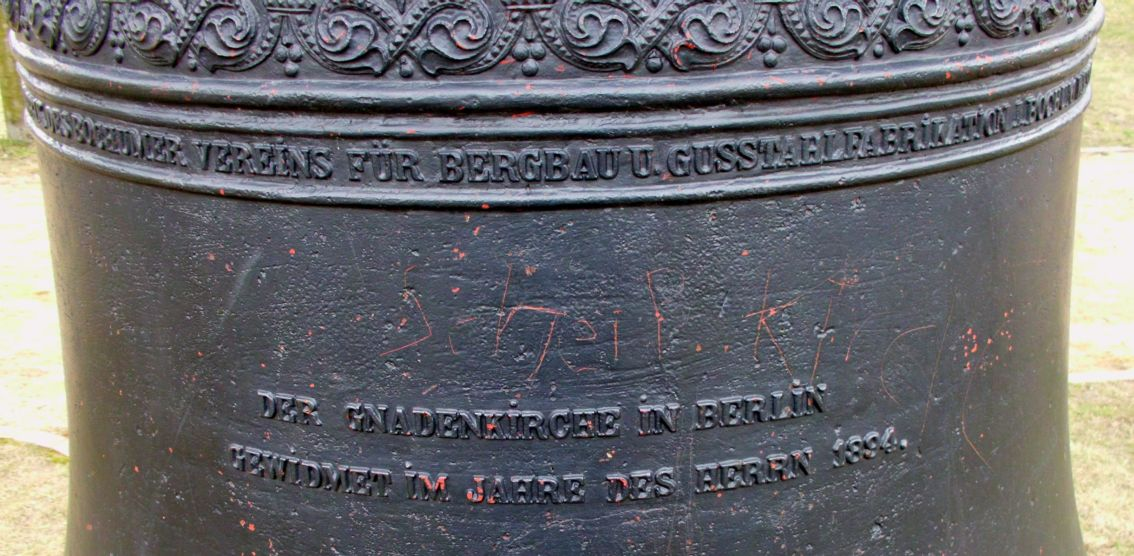
Auguste-Viktoria-Glocke, Detail

Die mittlere Glocke, die Kaiserin Auguste Viktoria gespendet hatte, wurde 1893 auf der Weltausstellung in Chicago gezeigt.
Bei der Sprengung der Kirche im Jahre 1967 blieb sie als einzige erhalten, sollte aber mit Einverständnis des Gemeinderats verschrottet werden und kam auf einen Schrottplatz in Berlin-Weißensee. Dort entdeckte sie der Pfarrer Merkel von Berlin-Malchow, erwarb sie als privater Käufer und bewahrte sie auf seinem Grundstück auf. Als er 1979 nach Stadtilm in Thüringen versetzt wurde, nahm er sie mit. Nach der politischen Wende, zum Jahreswechsel 1989/1990, kaufte die evangelische Kirchengemeinde in Wattenscheid-Leithe ihm die Glocke ab, ließ sie restaurieren und stellte sie wieder in Dienst. Die Gemeinde erklärte sich 1991 zur Rückgabe nach Berlin bereit, falls eine neue Glocke als Ersatz gestellt wird. Im Februar 2011 sandte die Kirchengemeinde Leithe die Glocke nach Berlin zurück. Seither befindet sich die Auguste-Viktoria-Glocke auf dem Invalidenfriedhof. Nach dem Bau eines Glockenturms konnte die Glocke am 28. Juni 2013 das erste Mal wieder erklingen.